# In laudem Iustini Augusti minoris
У погледу одређивања књижевне врсте, Корипово дело In laudem Iustini Augusti minoris (у преводу с лат. У похвалу цару Јустину млађем), по професору позне антике и византијске историје са Универзитета у Оксфорду Аверили Камерон (енгл. Averil Cameron), представља неку врсту хибрида панегирика (славопоја) и спева. Предмет радње је ступање на престо византијског цара Јустина II и његово свечано постављање за конзула. Сагледавши дело у целини, овде тај поступак није приказан статично него је он, напротив, сав у динамици: пропраћен је низом епизода, од којих су примера ради она с Јустиновим сном, појавом сенатора, Јустиновим председавањем у сенату, окупљањем народа на хиподрому итд. Међутим, основна наративна нит је и поред тих такорећи одступања и те како присутна. Када је реч о акционим моментима, Јустин је тај који је стављен у центар пажње, на пример када је уздигнут на штит пре него што је крунисан с дијадемом у руци. Такође, како тврди Камерон, елементи панегирика, ако постоје уопште, су у врло подређеном положају у односу на основну нарацију: ту су тек онако да је надопуњују. Са своје стране, дело је несумњиво „испевано“ с мало или нимало примене епског апарата, на начин, који му, и поред тога што умањује његове поетске квалитете, даје јединствену вредност, из простог разлога што пружа податке о томе како су текле царске церемоније у оно време.
Композиција дела је следећа: 
- (48 редова) — како сама реч говори, уводна реч коју Корип посвећује самом цару Јустину. Овде аутор описује цареву моћ и надлежности, позивајући се на наклоност истог.
- (51 ред) — панегирик, говор којим се велича заслуга извесног квестора Анастасија.
- Прво певање:

1-27: Увод. О Кориповом покровитељу.
27-28: Лакуна у тексту која по свему судећи садржи извештај о Јустинијановој смрти.
28-65: О Јустинијановом сну у коме овај предочава своје приспеће на царски положај.
66-186: О томе како су Калиник и група осталих сенатора дошли до Јустина да га наведу на то да прихвати царски престо.
187-293: О томе како су Јустин и Софија отишли до Велике палате да над телом преминулог Јустинијана изразе своје жаљење. Екфраза о Јустинијановој накићеној погребној одежди.
294-313: О томе како се вест раширила над читавим градом.
314-367: О томе како се народ окупио на хиподрому.
- Друго певање:

1-46: О томе како се Јустин запутио у цркву св. Арханђела да се помоли.
47-83: О томе како се Софија запутила у цркву св. Девице да се помоли.
84-174: О томе како је Јустин уздигнут на штит и крунисан (унутар палате). Акламација сената.
175-277: О Јустинијановом првом крунидбеном говору.
278-430: О томе како је Јустин изашао пред народ на хиподром. Акламација народа, која је следила након другог крунидбеног говора.
- Треће певање:

1-61: О Јустинијановом погребу и поворци ка цркви св. Апостола.
62-84: О општој радости народа приликом Јустиновог ступања на власт.
85-150: О крунидбеном банкету.
151-407: О аварском посланству које се затекло на двору седмог дана по Јустиновом ступању на трон. Екфраза о Јустинијанввом престолу. Говор Авара и Јустинов одговор.